# Bezirksliga Niederschlesien 1936/37
Die Bezirksliga Niederschlesien 1936/37 war die vierte Spielzeit der Bezirksliga Niederschlesien. Sie diente, neben der Bezirksliga Mittelschlesien 1936/37 und der Bezirksliga Oberschlesien 1936/37 als eine von drei zweitklassigen Bezirksligen dem Unterbau der Gauliga Schlesien. Die Meister der drei Bezirksklassen qualifizierten sich für eine Aufstiegsrunde, in der zwei Aufsteiger zur Gauliga ausgespielt wurden.
Die Bezirksliga Niederschlesien war in dieser Saison erneut in zwei Gruppen eingeteilt, deren Sieger in zwei Finalspielen den Bezirksmeister ausspielten. Die aus den Vorjahren existierende Gruppe Ost wurde in Gruppe Süd umbenannt, die Gruppe West in Gruppe Nord. Der Bereich Grünberg wechselte von Ost nach Nord, im Gegenzug wechselte der Bereich Hirschberg von West nach Süd. Nach der Saison wurden die Gruppen wieder in Ost und West eingeteilt.
Am Ende sicherte sich der VfB Liegnitz die Bezirksmeisterschaft und nahm dadurch an der Aufstiegsrunde zur Gauliga Schlesien 1937/38 teil. Bei dieser konnte sich die Görlitzer jedoch nicht gegen die Sportfreunde Klausberg und den SV 33 Klettendorf durchsetzten und verpassten den Aufstieg.

## Gruppe Süd

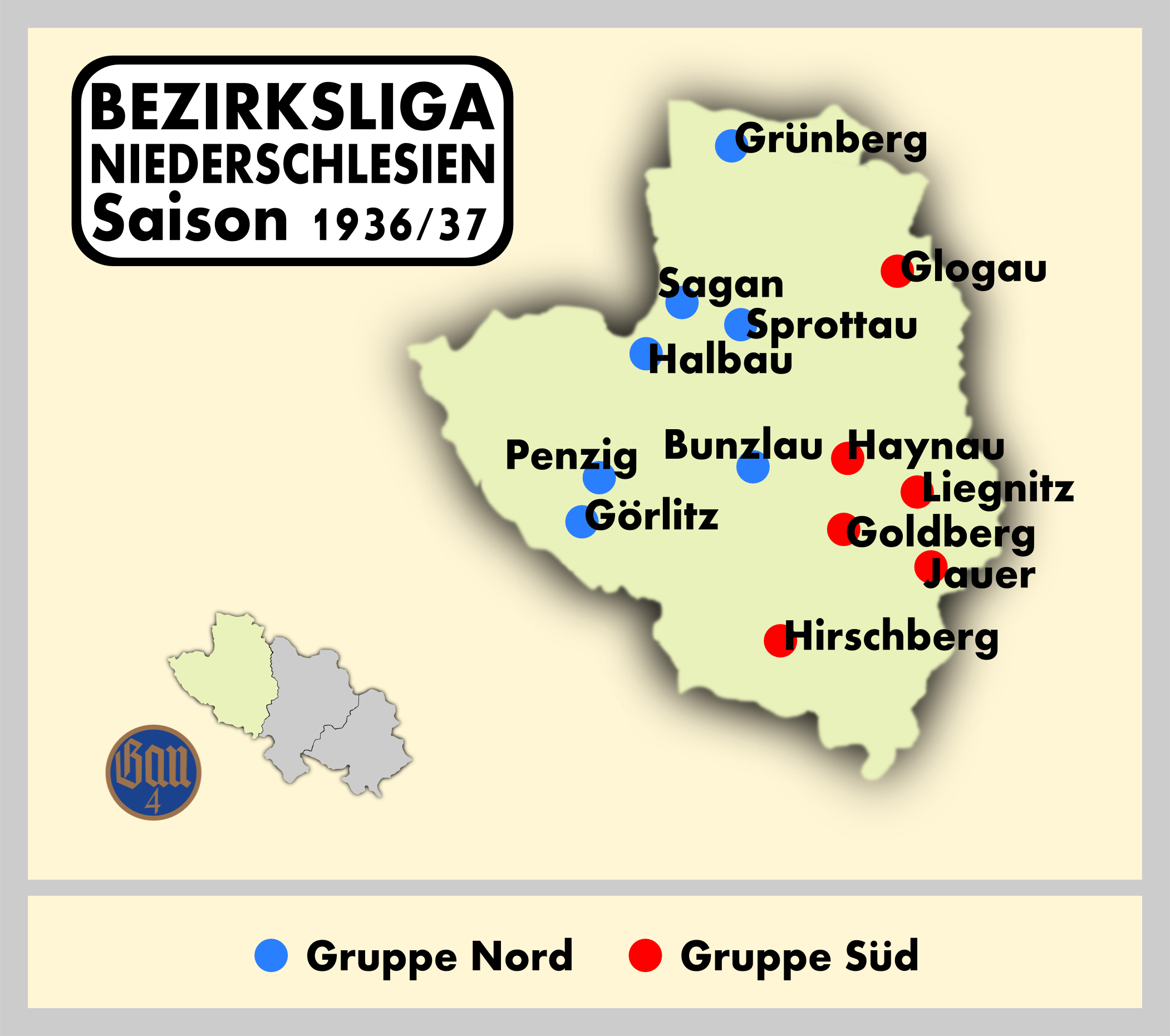
Spielorte der Bezirksliga Niederschlesien 1936/37.

### Abschlusstabelle
| Pl. | Verein                  | Sp. | S  | U | N  | Tore    | Quote | Punkte |
| --- | ----------------------- | --- | -- | - | -- | ------- | ----- | ------ |
| 1.  | VfB Liegnitz            | 14  | 9  | 2 | 3  | 044:240 | 1,83  | 20:80  |
| 2.  | SC Schlesien Haynau     | 14  | 10 | 0 | 4  | 040:290 | 1,38  | 20:80  |
| 3.  | Liegnitzer BC Blitz 03  | 14  | 9  | 1 | 4  | 041:240 | 1,71  | 19:90  |
| 4.  | TuSpo Liegnitz          | 14  | 7  | 3 | 4  | 031:260 | 1,19  | 17:11  |
| 5.  | SC Jauer                | 14  | 6  | 1 | 7  | 024:370 | 0,65  | 13:15  |
| 6.  | FC Preußen Goldberg (N) | 14  | 5  | 1 | 8  | 026:310 | 0,84  | 11:17  |
| 7.  | SC Preußen 1911 Glogau  | 14  | 4  | 0 | 10 | 031:350 | 0,89  | 08:20  |
| 8.  | STC Hirschberg          | 14  | 2  | 0 | 12 | 016:470 | 0,34  | 04:24  |

| (N) | Aufsteiger aus den 1. Kreisklassen |

### Aufstiegsrunde
In der Aufstiegsrunde spielten die einzelnen Gewinner der 1. Kreisklassen um den Aufstiegsplatz zur Bezirksliga Niederschlesien Gruppe Ost 1937/38.
| Pl. | Verein                                                     | Sp. | S | U | N | Tore    | Quote | Punkte |
| --- | ---------------------------------------------------------- | --- | - | - | - | ------- | ----- | ------ |
| 1.  | SVgg Lüben (Gewinner 1. Kreisklasse Liegnitz)              | 4   | 3 | 0 | 1 | 020:900 | 2,22  | 06:20  |
| 2.  | SV Roßwitz (Gewinner 1. Kreisklasse Glogau)                | 4   | 2 | 0 | 2 | 011:180 | 0,61  | 04:40  |
| 3.  | Preußen Bad Warmbrunn (Gewinner 1. Kreisklasse Hirschberg) | 4   | 1 | 0 | 3 | 009:130 | 0,69  | 02:60  |

## Gruppe Nord

### Abschlusstabelle
| Pl. | Verein                             | Sp. | S | U | N  | Tore    | Quote | Punkte |
| --- | ---------------------------------- | --- | - | - | -- | ------- | ----- | ------ |
| 1.  | MSV Cherusker Görlitz (M)          | 14  | 9 | 4 | 1  | 027:100 | 2,70  | 22:60  |
| 2.  | SSVgg Bunzlau A                    | 14  | 9 | 2 | 3  | 039:180 | 2,17  | 20:80  |
| 3.  | STC Görlitz                        | 14  | 8 | 2 | 4  | 033:250 | 1,32  | 18:10  |
| 4.  | ATV Penzig (N)                     | 14  | 6 | 5 | 3  | 029:210 | 1,38  | 17:11  |
| 5.  | Saganer SV                         | 14  | 7 | 2 | 5  | 024:200 | 1,20  | 16:12  |
| 6.  | Vereinigte Grünberger Sportfreunde | 14  | 2 | 3 | 9  | 017:300 | 0,57  | 07:21  |
| 7.  | Gelb-Weiß Görlitz                  | 14  | 3 | 1 | 10 | 016:390 | 0,41  | 07:21  |
| 8.  | SC Halbau                          | 14  | 2 | 1 | 11 | 016:380 | 0,42  | 05:23  |
| 9.  | SV 1920 Sprottau B                 | 0   | 0 | 0 | 0  | 000:000 | 1,00  | 0:0    |

| (M) | Vorjahresmeister                   |
| (N) | Aufsteiger aus den 1. Kreisklassen |

### Aufstiegsrunde
In der Aufstiegsrunde spielten die einzelnen Gewinner der 1. Kreisklassen um den Aufstiegsplatz zur Bezirksliga Niederschlesien Gruppe West 1937/38.
| Pl. | Verein                                                   | Sp. | S | U | N | Tore    | Quote | Punkte |
| --- | -------------------------------------------------------- | --- | - | - | - | ------- | ----- | ------ |
| 1.  | RTSV Schlesien Görlitz (Gewinner 1. Kreisklasse Görlitz) | 4   | 3 | 0 | 1 | 017:400 | 4,25  | 06:20  |
| 2.  | SV Mallmitz (Gewinner 1. Kreisklasse Sagan)              | 4   | 3 | 0 | 1 | 016:110 | 1,45  | 06:20  |
| 3.  | SC Kusser (Gewinner 1. Kreisklasse Grünberg)             | 4   | 0 | 0 | 4 | 007:250 | 0,28  | 0:80   |

## Finale Meisterschaft Bezirksliga
Im Finale um die Meisterschaft in der Bezirksliga trafen der Sieger der Gruppe Süd, VfB Liegnitz, und der Sieger der Gruppe Nord, MSV Cherusker Görlitz, aufeinander. Das Hinspiel fand am 25. April 1937 in Görlitz, das Rückspiel am 9. Mai 1937 in Liegnitz statt. Liegnitz konnte sich durchsetzten und nahm als niederschlesischer Vertreter an der Aufstiegsrunde zur Gauliga Schlesien 1937/38 teil.
|                       | Gesamt |              | Hinspiel | Rückspiel |
| --------------------- | ------ | ------------ | -------- | --------- |
| MSV Cherusker Görlitz | 1:4    | VfB Liegnitz | 0:2      | 1:2       |